# Lagoa Bonita do Sul
Lagoa Bonita do Sul là một đô thị thuộc bang Rio Grande do Sul, Brasil. Đô thị này có diện tích 108,5 km², dân số năm 2007 là 2622 người, mật độ 24,17 người/km².